# Paris (paquebot)
Pour les articles homonymes, voir Paris (homonymie).
Le Paris est un paquebot transatlantique français, un « cousin » du paquebot France de 1912. Fleuron de la Compagnie générale transatlantique, sa carrière de 18 ans se fait cependant dans l'ombre de ce dernier et de l'Île-de-France mis en service en 1927. Finalement, le Paris brûle et chavire dans le port du Havre le 18 avril 1939.

## Histoire

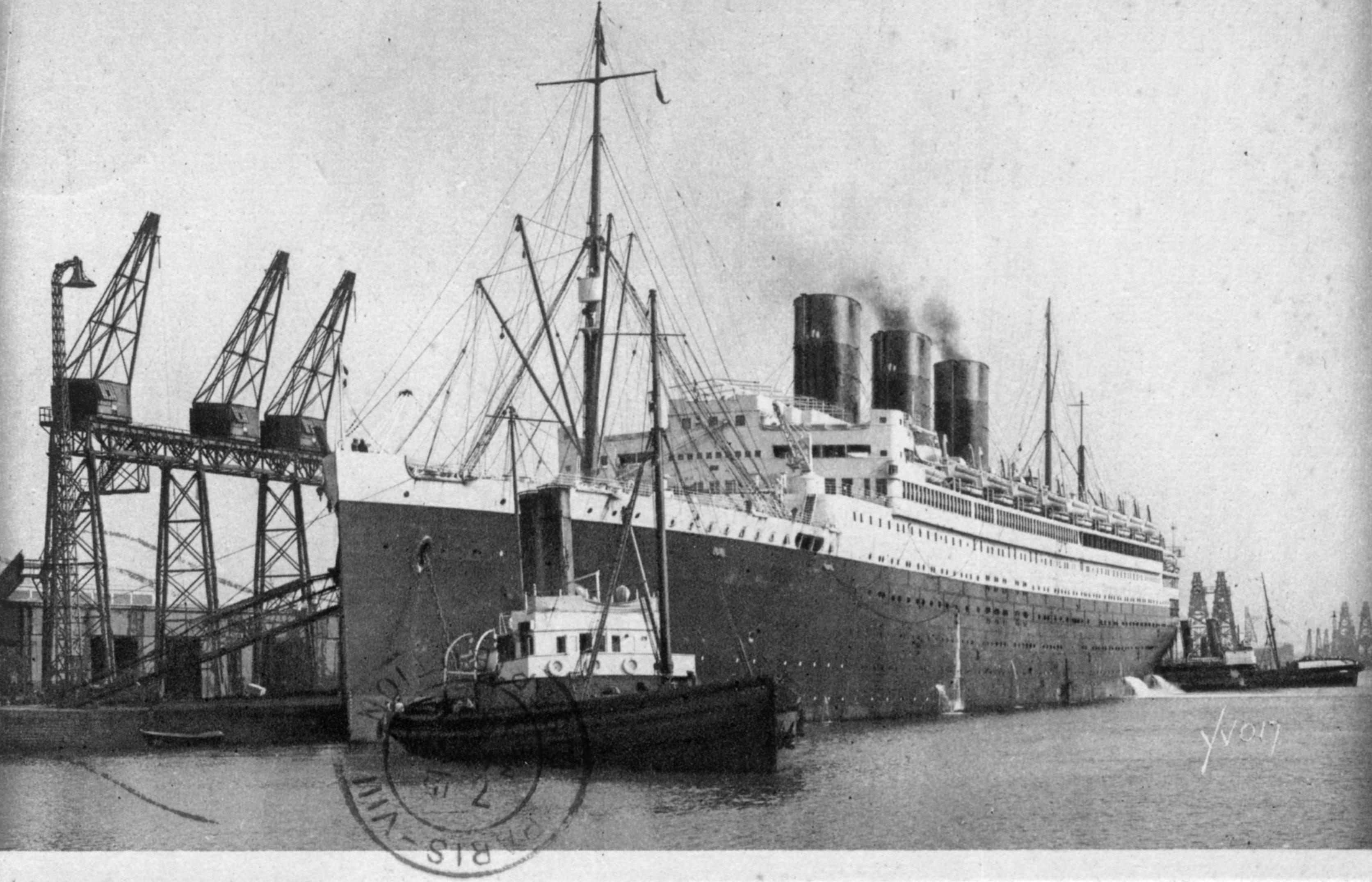
Le transatlantique Paris.
Figurent aussi sur la photo deux des trois remorqueurs emblématiques de la « Transat » : l' Ursus au premier plan et le Titan (ex Cambria) au fond, reconnaissable à sa plage avant en dos de tortue et ses deux cheminées « tuyau de poële ».

La construction du Paris débute dans les Chantiers de Penhoët, à Saint-Nazaire, en 1913. Lancé le 12 septembre 1916, il voit sa mise en service retardée à l'année 1921 à cause de la Première Guerre mondiale. La guerre entraîne également le déplacement de sa coque en travaux à Quiberon pour sa protection. Une fois terminé, il est le plus grand paquebot français à flot.

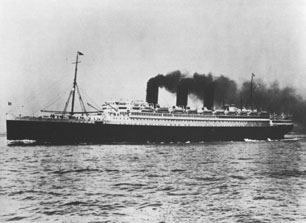
Le Paris en 1921.

Il effectue sa première traversée entre Le Havre et New York le 15 juin 1921, avec à son bord le maréchal Foch. Il bénéficie par la suite de l’âge d'or de la navigation qui suit la guerre, ainsi que des restrictions dues à la Prohibition. Les Américains fortunés se tournent en effet vers les paquebots français pour profiter de traversées où l'alcool n'est pas interdit. Il est également le premier paquebot à offrir un dancing en 1929 et une salle de cinéma, ce qui ajoute à son prestige.
En 1927, il est accidenté en abordant un cargo norvégien, causant la mort de douze membres de l'équipage scandinave. L'année suivante, Il est victime d'un grave incendie. À la suite de ce sinistre qui entraîne une importante refonte des aménagements du bord, le navire est immobilisé pendant six mois. Durant sa carrière, il effectue des traversées entre New York et Le Havre, ainsi que des croisières dans les Caraïbes et en Méditerranée. Durant ses dernières traversées, il est possible que sa coque ait été repeinte en blanc. Cependant, aucune photographie du Paris arborant cette couleur n'a été retrouvée. À la suite de l'entrée en service du Normandie, la Compagnie générale transatlantique envisage d'en faire un navire exclusivement destiné aux croisières.
Cette idée ne sera jamais appliquée. En effet, en 1939, alors qu'il est à quai dans le port du Havre et que des collections d'art sont embarquées pour l'exposition universelle de New York, un incendie se déclare dans l'atelier de boulangerie du navire, celui ci est totalement ravagé par les flammes. Les œuvres d'art ont disparu dans l'incendie suivi d'un chavirage. Le Paris connaît alors le sort que le Normandie subira trois ans plus tard : la quantité d'eau déversée d'un seul bord du navire pour vaincre l'incendie le fait chavirer le lendemain. Par une certaine ironie du sort, il faut sectionner les mâts du Paris chaviré pour permettre le passage du Normandie qui doit sortir de la cale où il était en carénage. 
Du fait de la Seconde Guerre mondiale, sa coque ne sera pas démantelée. Elle sera même à l'origine d'un nouvel incident. À la suite de la rupture de ses amarres, le Liberté, paquebot récemment acquis par la Compagnie générale transatlantique comme dommages de guerre, vient percuter la coque du Paris et sombre dans le port.  Renfloué en 1947, le Liberté fera finalement une carrière honorable sous pavillon français. Quant à la coque du Paris, elle sera démantelée sur place la même année.

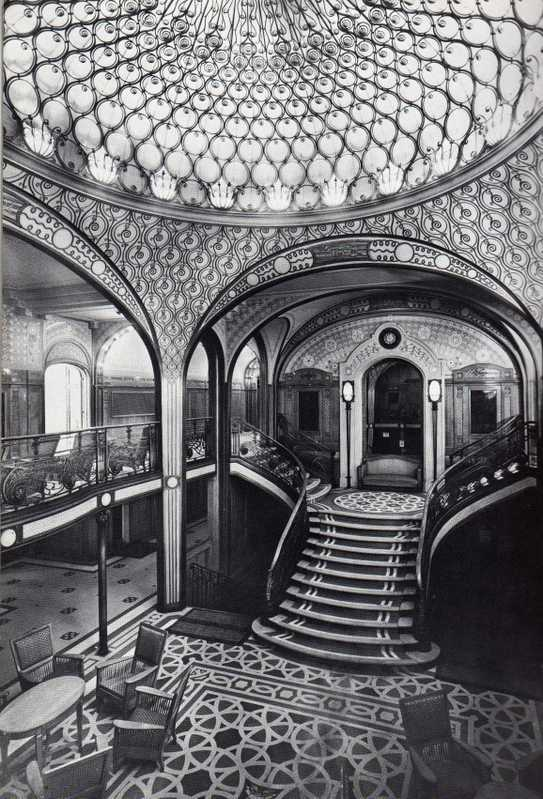
Le grand escalier du Paris.

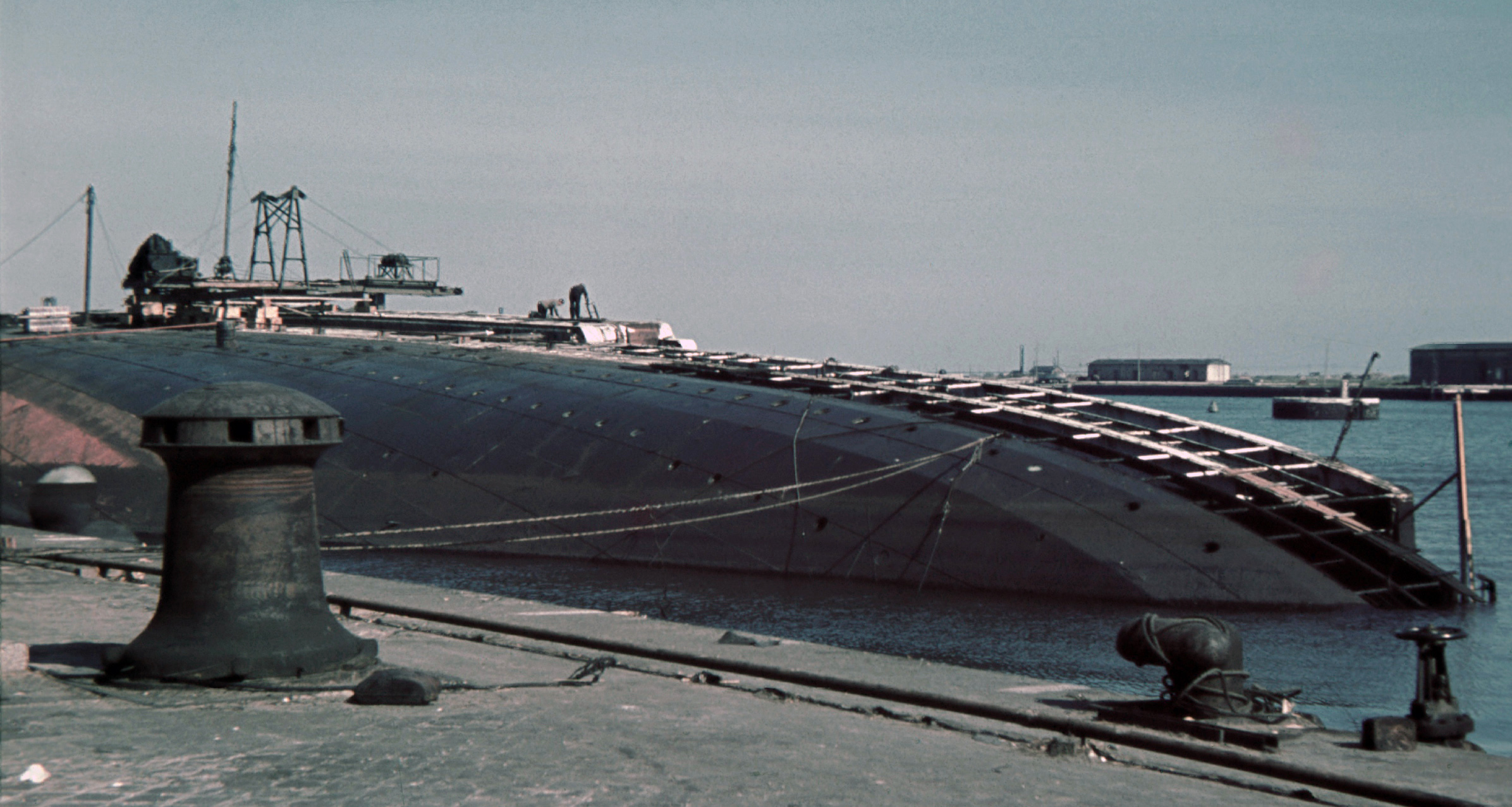
La coque chavirée du Paris dans le port du Havre, en 1941.

## Décoration intérieure
L'intérieur du paquebot était très luxueux et décoré dans le style Art nouveau. 
Le peintre Albert Besnard décora la salle à manger avec La Gloire de Paris et Georges Leroux réalisa un grand panneau décoratif pour le fumoir : Le Jardin du Luxembourg. Le peintre décorateur Adrien Karbowsky participa également à la décoration de la bibliothèque du navire, sans oublier Lalique. L'architecte décorateur Louis Süe participa à la décoration de ce paquebot . Les murs d'un petit théâtre pour enfants étaient décorés par l'illustratrice Maggie Salcedo. 

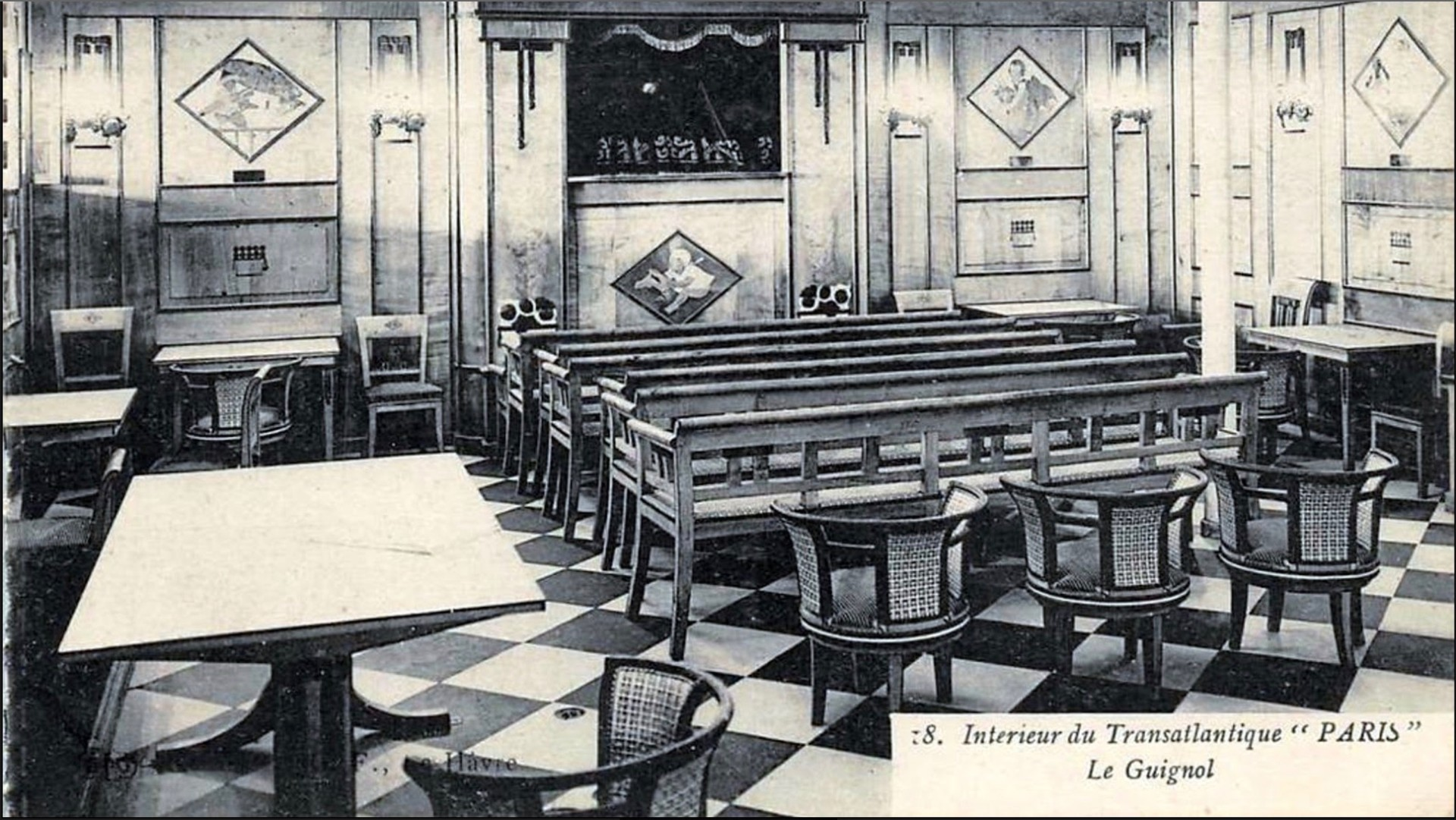
Le petit théâtre pour enfants du paquebot Paris.

Ses installations diverses et luxueuses lui valent le surnom d'« aristocrate de l'Atlantique » auprès des riches Américains. Le navire est pourvu d'une salle de cinéma, d'un dancing, d'un café en plein air et d'une longue promenade. Dans les cabines, des sabords carrés remplacent les hublots circulaires, et des téléphones équipent les cabines de première classe.